# Maleagi Ngarizemo
Maleagi Ngarizemo est un footballeur namibien né le 20 juin 1979.
Il a participé à la Coupe d'Afrique des nations 2008 avec l'équipe de Namibie.

## Carrière
- 2006-07 : African Stars ( Namibie)
- 2007- : FC Cape Town ( Afrique du Sud)